# Wilhelm Greverus

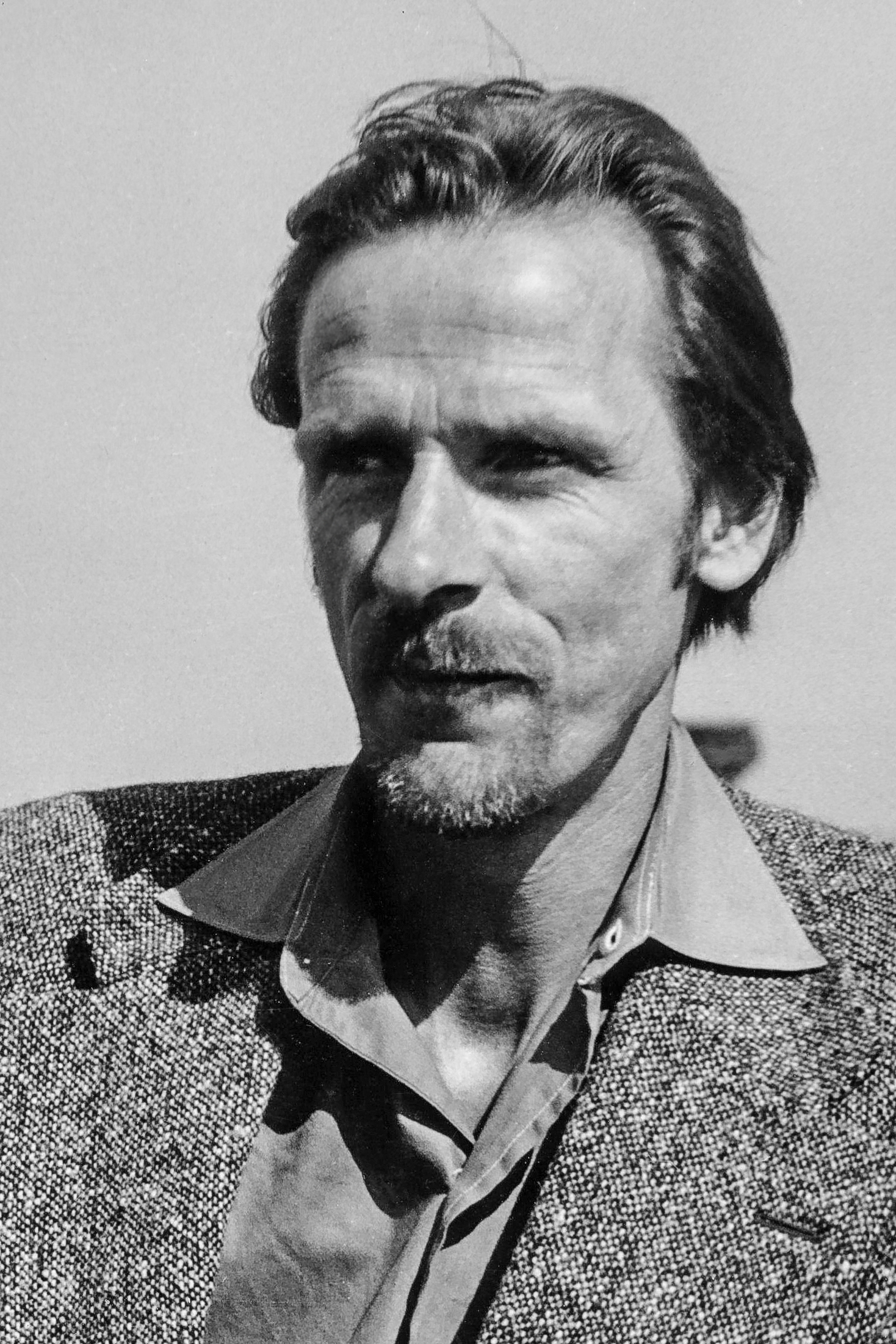

Wilhelm „Will“ Julius Eugen Greverus (* 30. Oktober 1916 in Berlin-Charlottenburg; † 28. März 1973 in Marburg) war ein deutscher Bildhauer.

## Leben
Will Greverus wuchs in Berlin-Charlottenburg auf. Nach dem Abitur ging er noch vor dem Zweiten Weltkrieg „der Tradition gehorchend“ zur Armee. Gleich zu Beginn des Krieges wurde er schwer verletzt und verlor ein Bein. Er studierte von 1942 bis 1948 Jura. Nach dem Referendar-Examen wollte er jedoch den Beruf des Juristen nicht ausüben.
Will Greverus war von 1952 bis 1968 in zweiter Ehe mit Ina-Maria Greverus verheiratet. Aus dieser Ehe entstammen drei Kinder.

### Werdegang

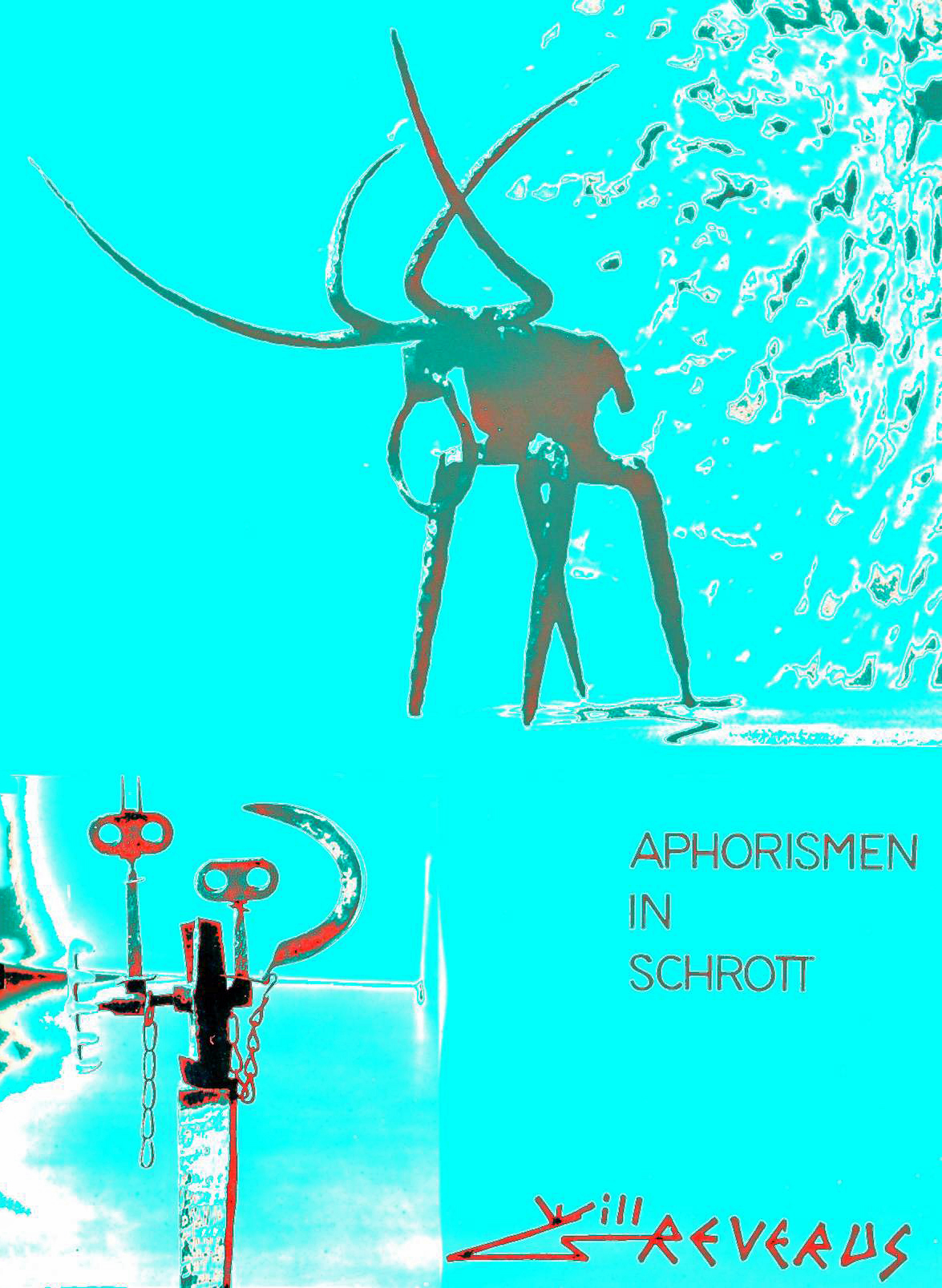

1949 wandte sich Greverus autodidaktisch der Bildhauerei zu. Zunächst war es eine Freizeitbeschäftigung, neben verschiedenen bis 1952 ausgeübten beruflichen Tätigkeiten. Ab 1952 widmete er sich ausschließlich seiner künstlerischen Arbeit. Seinen Lebensunterhalt konnte er aus einer Offizierspension und gelegentlichen Verkäufen seiner Werke finanzieren.
Die ersten Werke entstanden aus Holz und Stein und wurden von Vorbildern wie Hans Arp, Constantin Brâncuși oder Henry Moore beeinflusst. Ab 1955 kam es auf Grund von Unzufriedenheit mit der Kunstszene zu einer ca. achtjährigen schöpferischen Pause, in der er sicher aber mit den bisherigen Arbeiten weiterhin an Ausstellungen beteiligte. In dieser Zeit unternahm Greverus viele Reisen und begann Eisenschrott zu sammeln, der sich bald in seiner Marburger Werkstatt stapelte.
1964 erfolgte der „Durchbruch zu eigenen Form“ – die der Schrottplastik. Zu Beginn wurde der Eisenschrott noch mit Materialien wie Holz oder Knochen kombiniert. Diese traten im Laufe der Zeit immer mehr in den Hintergrund. Das Material stammte oft von bäuerlichen oder handwerklichen Geräten. Diese Werke bezeichnete Greverus als „Poetische Aphorismen in Schrott“ – figürliche Montagen aus gebrauchten Eisenteilen.
Mit dieser neuen Schaffensphase erfolgte auch wieder der Einstieg in den Kunstbetrieb. So präsentierte ihn das ZDF 1965 in seiner Reihe „Sport und Kunst“. 1968 setzte sich Tassilo Sittmann, damals Mitarbeiter von Walter Schwagenscheidt, für die Aufstellung einiger Plastiken von Greverus in der gerade fertiggestellten Frankfurter Nordweststadt, welche von Schwagenscheidt konzipiert worden war, ein. Es kam zu einer Ausstellung und einigen lobenden Artikeln – die Pläne wurden dann aber nicht umgesetzt.
Ab ca. 1969 ließ die geschwächte Gesundheit von Greverus die bildhauerische Arbeit nicht mehr zu. Es entstanden noch Skizzen und Entwürfe für später zu realisierende Plastiken, welche dann nicht mehr umgesetzt werden konnten.

## Ausstellungen
- 1954: Frankfurter Kunstkabinett
- 1954: Marburger Künstlerkreis
- 1955: Internationale Freiplastik-Ausstellung in FiammaVigo / Arch, R. Ricchi, Florenz (Gemeinschaftsausstellungen u. a. mit Brâncuși, Moore und Arp)[3]
- 1966: Heidelberg
- 1966: „Aphorismen in Schrott“ – Frankfurt (Nebbiensches Gartenhaus)
- 1967: Ascona
- 1967: Mailand / Florenz (Gemeinschaftsausstellungen)
- 1968: Nordweststadt, Frankfurt
- 1969: Kunstgeschichtliches Institut, Mainz
- 1973: Retrospektive, Galerie Udo Liebelt, Marburg

## Preise
1955: Preis für Kleinplastik der Deutschen Olympischen Gesellschaft (geteilt)

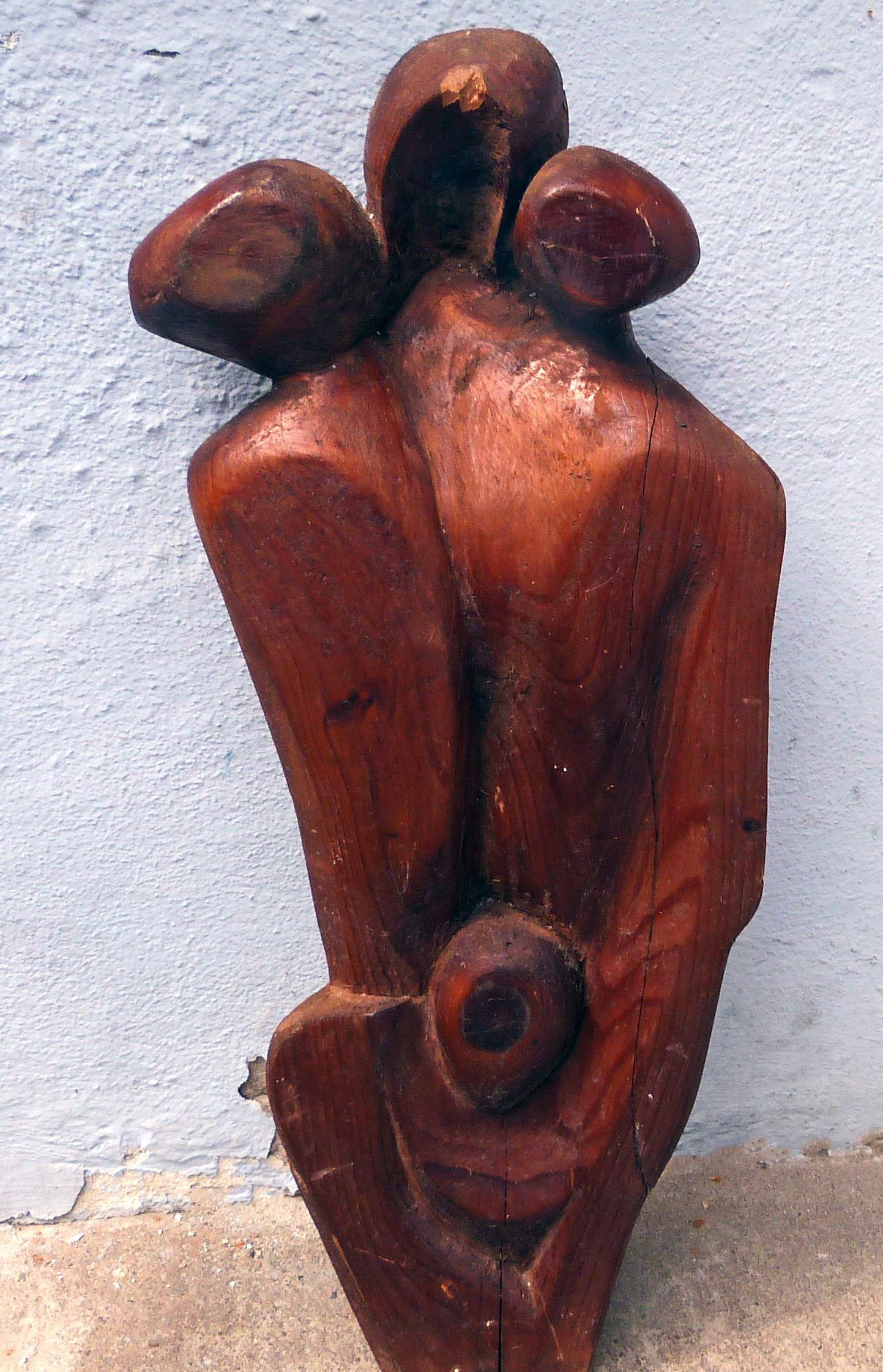
„Die Familie“
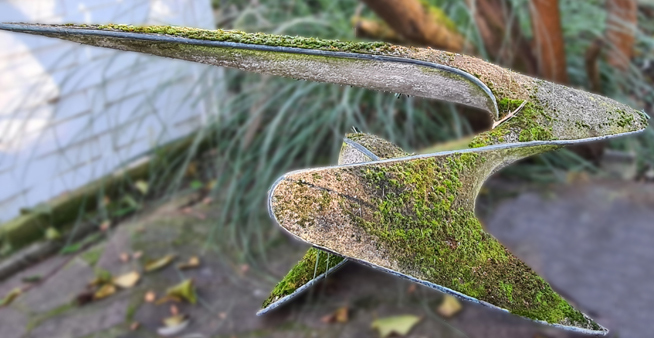
Beton-Skulptur
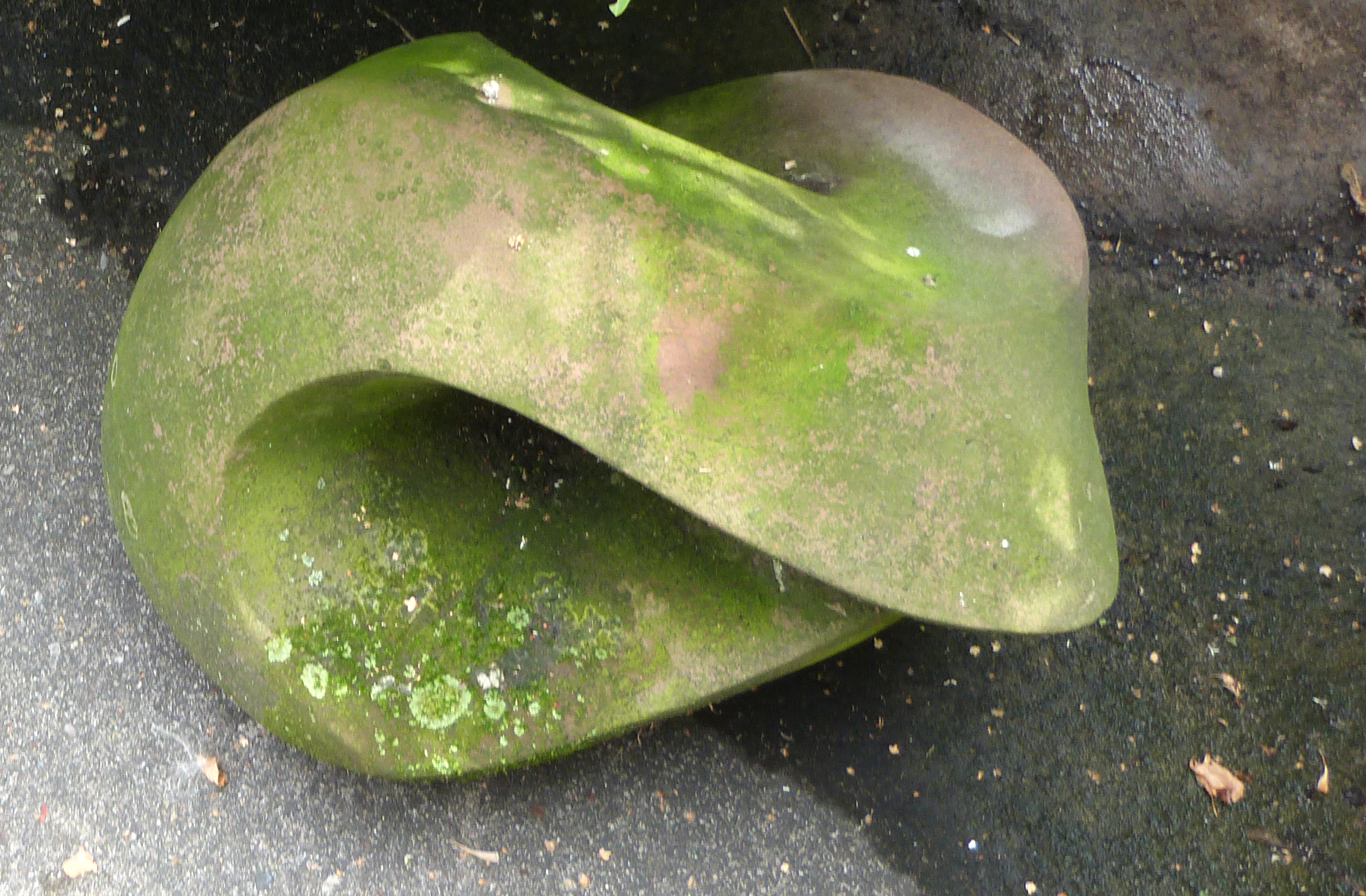
Stein-Skulptur
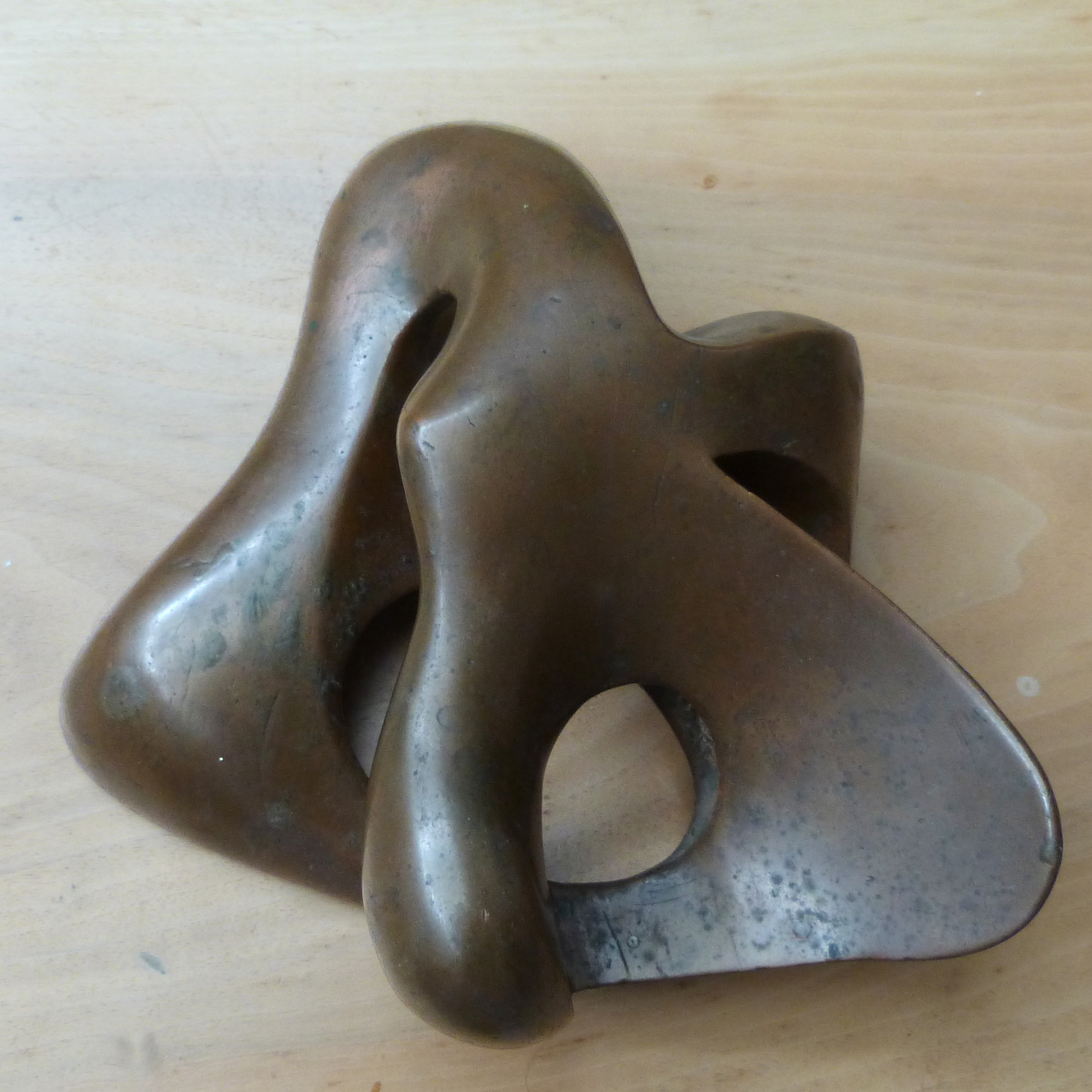
Bronze-Skulptur
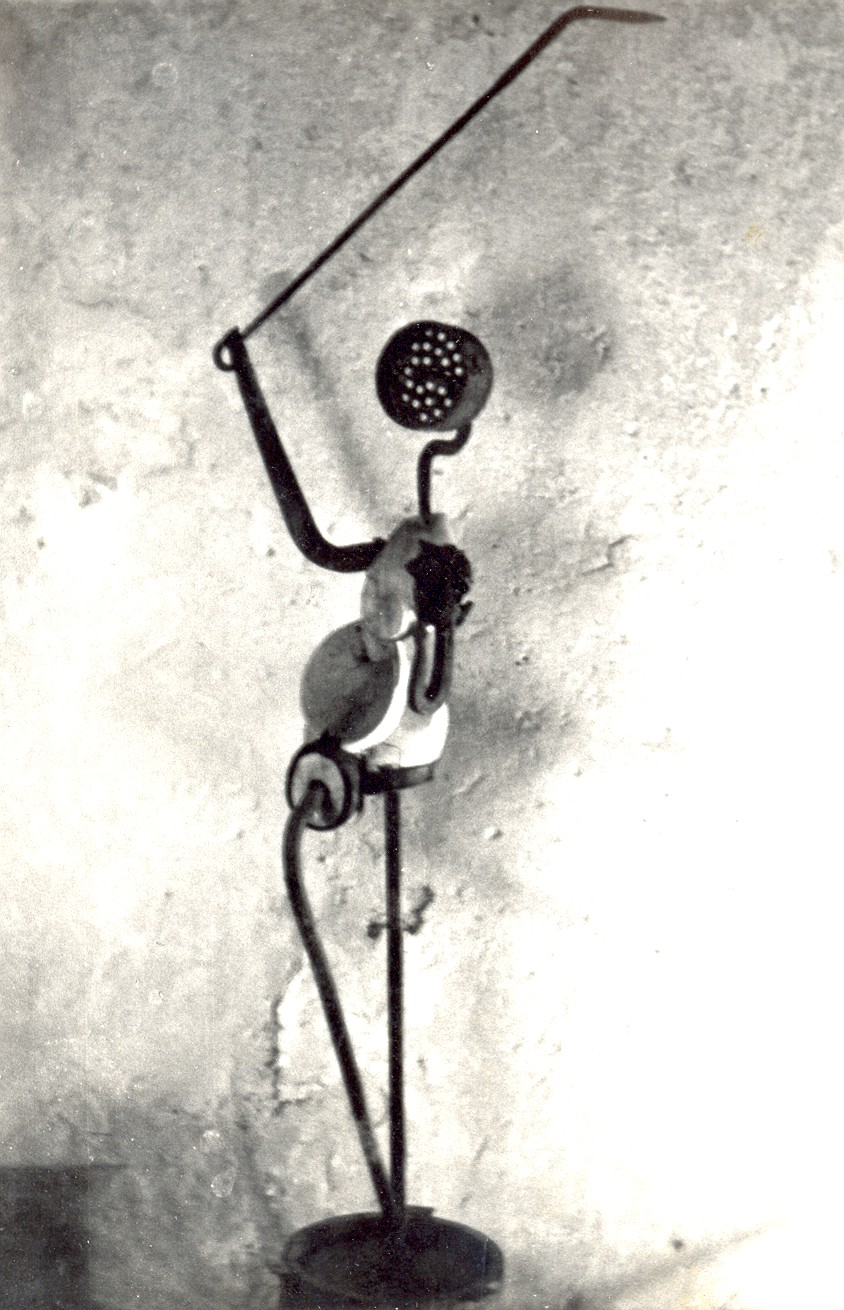
„Die Fechterin“ (1965)
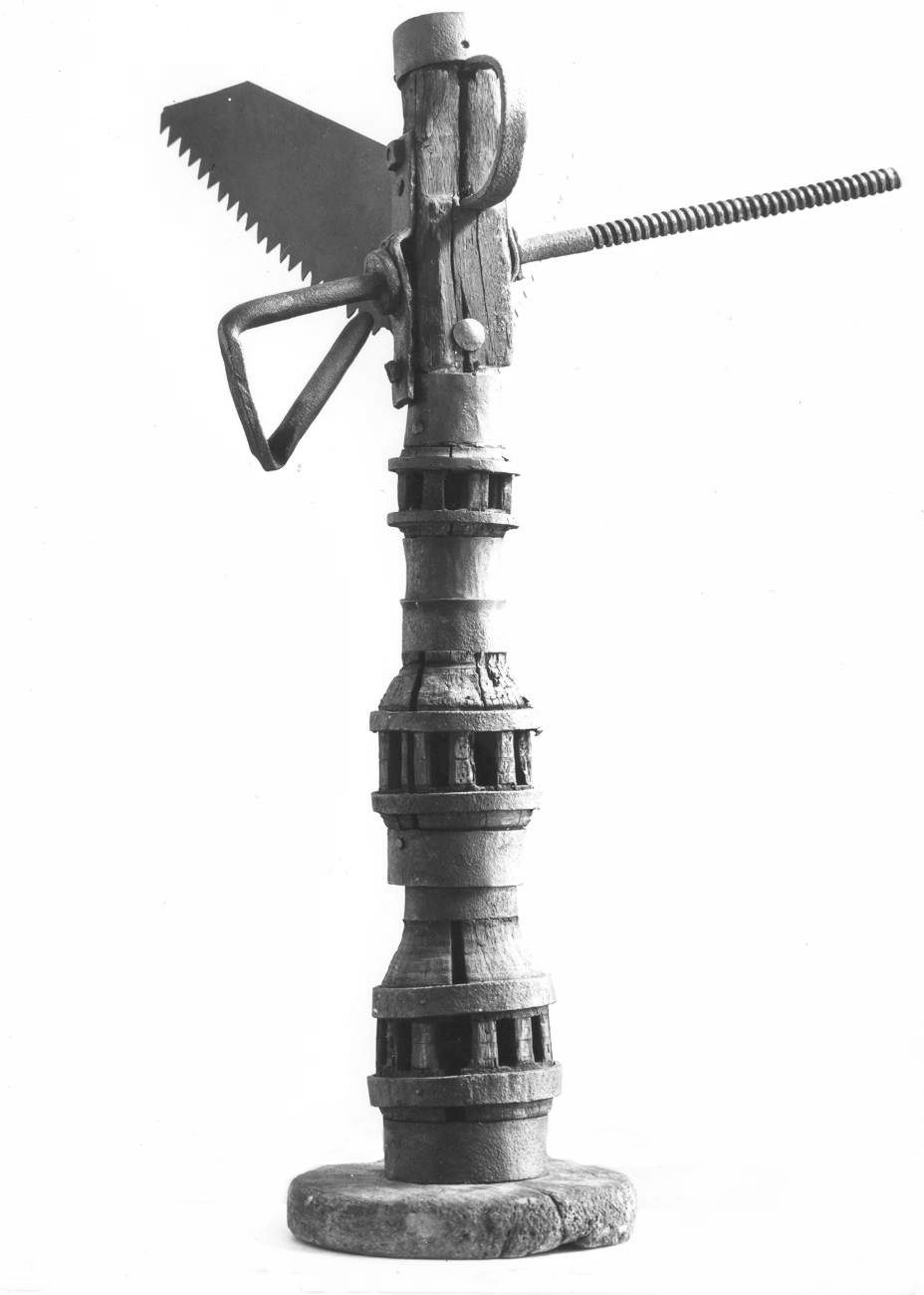
„Siegessäule - In Memoriam Berlin“
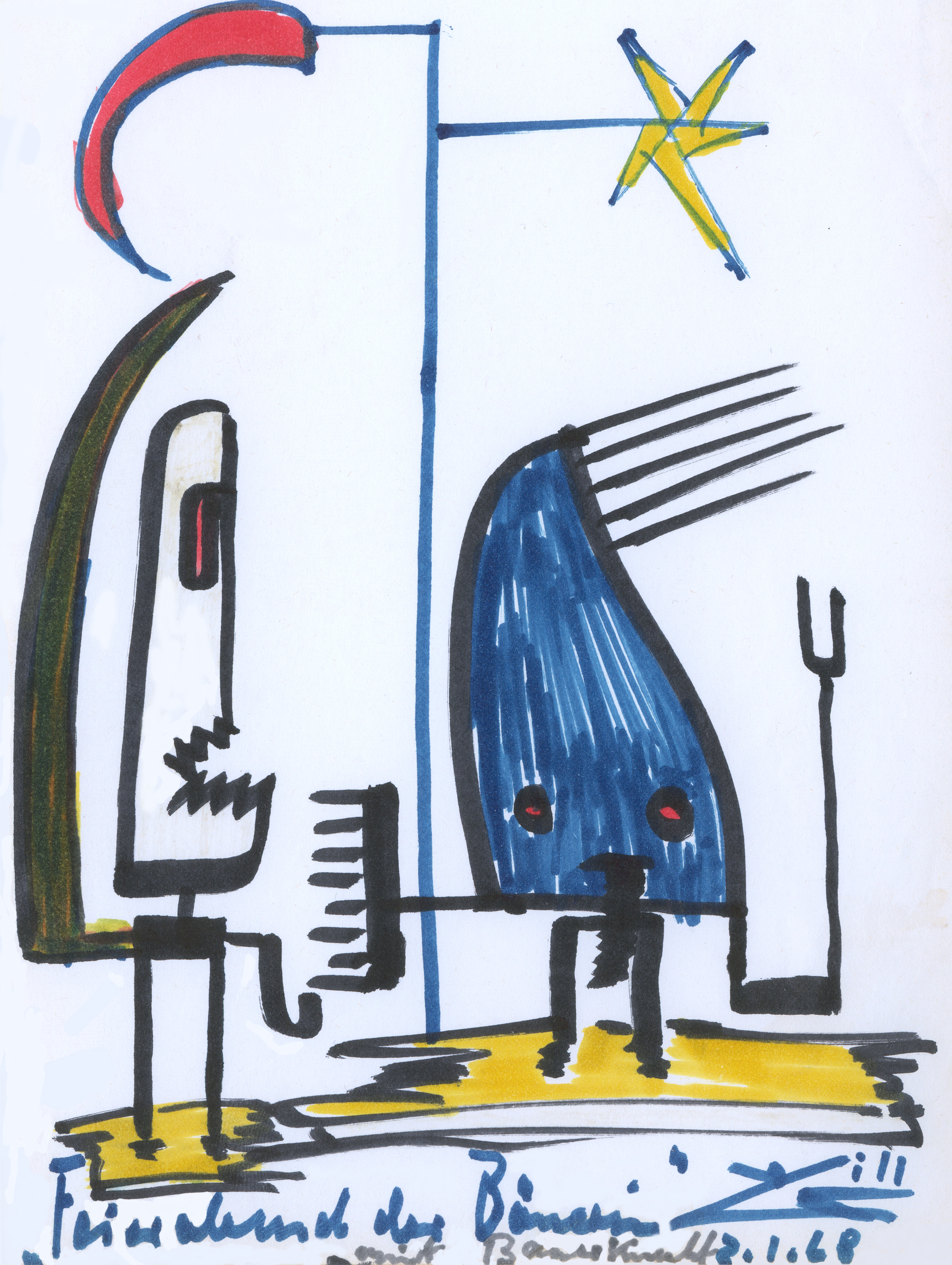
„Feierabend einer Bäuerin“
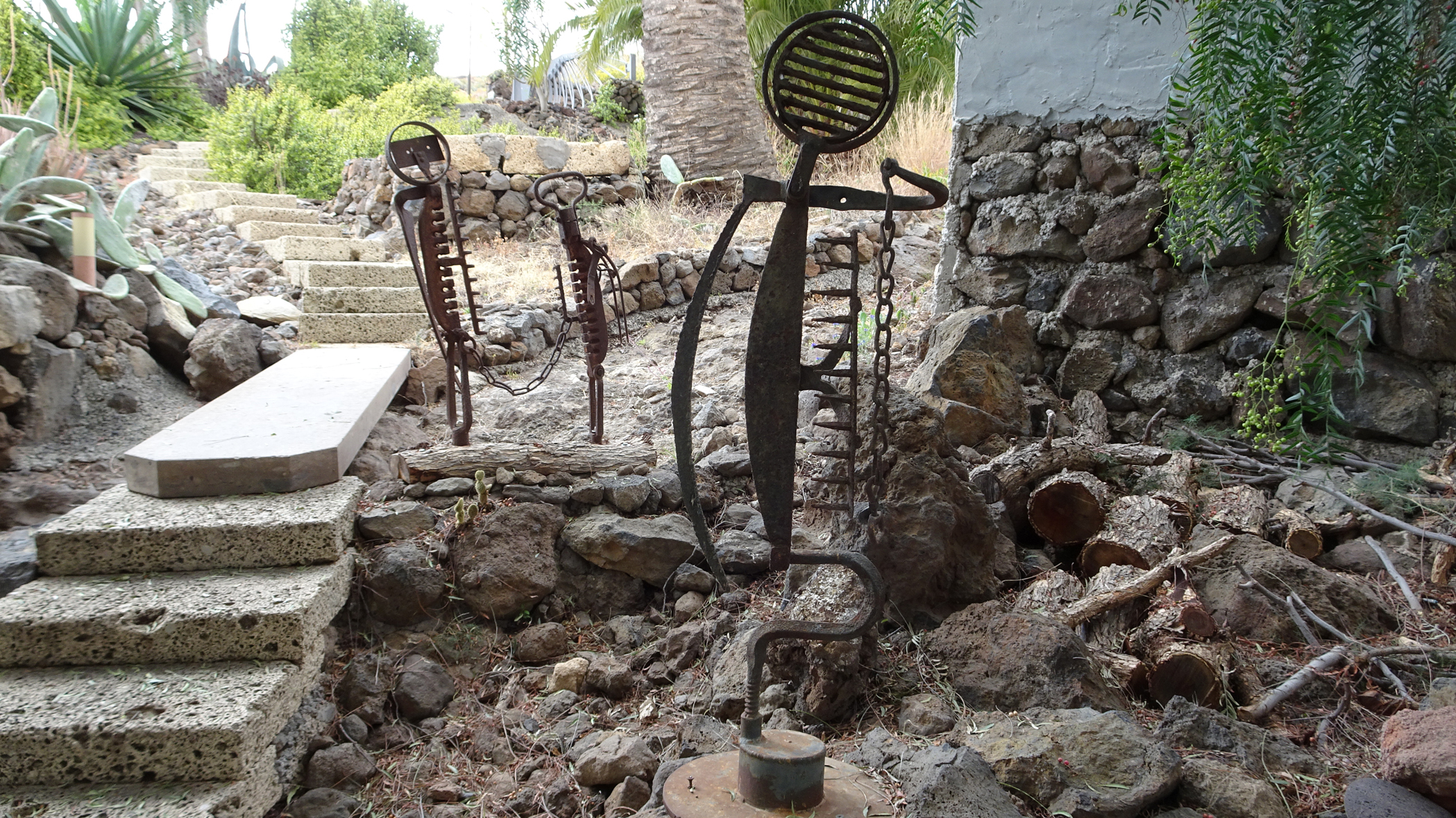
Skulpturen im Kulturpark Mariposa